# Church by the Sea (Madeira Beach)
Die Church by the Sea (dt.: Kirche am Meer) in Madeira Beach ist eine nicht konfessionsgebundene Freikirche im Pinellas County in Zentralflorida. Das von der Kirchengemeinde genutzte Gotteshaus erlangte unter dem Namen „Chicken Church“ (dt.: Huhnkirche) überregionale Bekanntheit, da das Erscheinungsbild seines Turmes an die Gestalt eines Huhns erinnert. Die Kirche gilt heute als kuriose touristische Sehenswürdigkeit und Wahrzeichen von Madeira Beach.

## Geschichte
Die Gründung der Church by the Sea geht auf den aus Neuengland stammenden Reverend Philip Henry Ralph zurück, der sich im Winter 1943/44 in der Tampa Bay aufhielt. Von der Enttäuschung über das Fehlen einer am Strand gelegenen Kirche in Madeira Beach angetrieben, erkundigte Reverend Ralph sich bei Anwohnern und Touristen, ob in den Strandorten um Madeira Beach Interesse an der Gründung einer eigenen Kirchengemeinde bestünde. Da seine Idee in der Öffentlichkeit großen Zuspruch erfuhr, bot Ralph ab Februar 1944 wöchentlich Gottesdienstfeiern in Madeira Beach an. In den Anfangsjahren diente der Gemeinde ein zuvor als Lagerraum genutztes Hinterzimmer des örtlichen Einzelhandelsgeschäfts „Fisherman’s Union Hall“ als Notkirche. Bereits im Juli 1945 wurde, weitestgehend in Eigenhilfe, mit dem Bau des heutigen Kirchengebäudes begonnen, da immer mehr Gläubige die Gottesdienste von Reverend Ralph besuchten. Der Kirchturm wurde 1947 ergänzt. Da die Bauarbeiter das Gefühl hatten, während seiner Errichtung von einem sagenhaften Vogel beobachtet zu werden, empfanden sie die Turmfenster den Augen eines in alle Himmelsrichtungen blickenden Vogels nach.

## Baubeschreibung
Die Church by the Sea wurde als Saalkirche im spanischen Stil errichtet. Besonders markant ist ihr seitlich ans Langhaus angestellter Turm, der in seiner Gestaltung an ein Huhn erinnert: Während die Bullaugenfenster unter dem Dach zwei Augen ähneln, gleichen die roten Vordächer an den Ecken des Turmes Schnabel, Flügel und Schwanz. Der Kirchturm war ursprünglich mit einem etwa 7 m hohen Leuchtfeuermast versehen, der Seefahrer und Fischer bei Einbruch der Nacht wieder sicher zum Ufer geleiten sollte. Heute ziert ein großes Leuchtkreuz seine Spitze.
Der Innenraum der Kirche beeindruckt vor allem durch seine Buntglasfenster, die christliche Motive mit maritimen Elementen verbinden.